# Ahmet Tevfik Paša
Ahmet Tevfik Paša (osmanskou turečtinou: احمد توفیق پاشا‎‎; 11. února 1845, Konstantinopol – 8. října 1936, Istanbul) po zákonu o příjmení (1934) Ahmet Tevfik Okday, byl osmanský státník krymsko-tatrského původu. Byl posledním velkovezírem Osmanské říše.
Svůj úřad zastával po tři období; poprvé roku 1909 za vlády Abdulhamida II., v letech 1918–1919 a 1920–1922 za vlády Mehmed VI. Byl také diplomatem, členem Senátu Osmanské říše a ministrem zahraničních věcí.

## Život
Narodil se 11. února 1845 v Konstantinopoli. Jeho otec Ferik İsmail Hakkı byl krymský Tatar z dynastie Giray. Ahmet Tevfik vstoupil do vojenské služby, ale poté co se stal nižším důstojníkem, odešel do politiky. Po roce 1872 zastával několik úřadů. Po sloužení ve funkci jako velvyslanec v Římě, Vídni, Petrohradu a Athénách se stal chargé d’affaires a velvyslancem v Berlíně (1885–1895). Po návratu do Konstantinopole sloužil v letech 1899–1909 jako ministr zahraničních věcí (turecky: Hariciye Nazırı). Po vyhlášení Druhé ústavní éry roku 1908 získal místo v Senátu Osmanské říše (turecky: Ayan Meclisi), horní komoře parlamentu a ve Valném shromáždění Osmanské říše (turecky: Meclis-i Mebusan).
Když sloužil jako chargé d'affaires v Athénách, potkal a oženil se s Elisabeth Tschumi, Švýcarku sloužící jako guvernantka jiného diplomata. Měli spolu pět dětí.

### Poprvé velkovezírem
První funkční období Ahmeta Tevfika Paši jako velkovezíra bylo jedním z přímých důsledků neúspěšného kontrarevolučního incidentu 31. března 1909 (ke kterému skutečně došlo 13. dubna). Když absolutisté vyhlásily puč, požadovali a obdrželi rezignaci velkovezíra Hüseyina Hilmiho Paši. I když jejich přednostní náhradou nebyl Ahmet Tevfik Paša, jeho jmenování alespoň splnilo jejich požadavky na odstranění Hüseyina Hilmiho Paši. Ahmet Tevfik Paša, který se funkce neochotně ujal na popud pro-absolutistického sultána Abdulhamida II., sestavil vládu složenou převážně z nestranných a neutrálních členů a přijal preventivní opatření k omezení růstu násilí, které začalo v Konstantinopoli a Adaně. Poté co armáda Hareket Ordusu vstoupila do hlavního města a obnovila ústavní vládu a sultán Abdulhamid byl sesazen, Ahmet Tevfik Paša rezignoval a na jeho místo se vrátil Hüseyin Hilmi Paša.

## Podruhé velkovezírem
Po rezignaci Ahmeta İzzeta Paši byl dne 11. listopadu 1918 zvolen znovu velkovezírem. Později se také stal hlavou Senátu Osmanské říše (která oproti dolní komoře nebyla rozpuštěna). Dva dny po uvedení do úřadu začali Státy Dohody okupovat Konstantinopol. Státy Dohody tlačily na sultána Mehmeda VI. aby rozpustil parlament, což se stalo 21. prosince 1918 a za několik týdnů rozpustil vládu i Ahmet Tevfik Paša. Vláda byla znovu sestavena 12. ledna 1919, ale po nátlaku byl znovu donucen vládu rozpustit. Dne 3. března 1919 rezignoval na post velkovezíra.

### Pařížská mírová konference
Po konci 1. světové války byl na Pařížské mírové konferenci (1919) předsedou Osmanské delegace. Delegace Ahmeta Tevfika Paši odmítla přísné podmínky navrhované smlouvy, ale druhá delegace vyslaná velkovezírem Damadem Feridem Pašou přijala tyto podmínky a podepsala Sèvreskou smlouvu.

### Potřetí velkovezírem
Dne 21. října 1920 byl znovu vybrán na místo velkovezíra po Damadu Feritu Pašovi. Mezitím Turecké národní hnutí založilo v Ankaře druhou vládu, které prohlašovalo sebe jako jedinou vládu národa odmítající sultanát. Ahmet Tevfik Paša nabídl nacionalistům, aby se připojili k monarchistické vládě v hlavní městě a stali se „jedním tělem“ na Londýnské konferenci (1921). Nicméně lídr v Ankaře Mustafa Kemal nabídku odmítl a obě dvě vlády se odděleně zúčastnily této konference; monarchistickou vládu zastupovala delegace vedená Ahmetem Tevfikem Pašou a nacionalistickou vládu zastupovala delegace vedená Bekirem Samim Kunduhou. Poté co přijeli do Londýna, Ahmet Tevfik Paša prohlásil ankarskou vládu za jedinou právoplatnou vládu Turecka a dovolil Bekiru Samimu, aby byl jediným zástupcem na konferenci. Dne 1. listopadu 1922 po zrušení Osmanského sultanátu se Paša setkal se svou vládou. Poté, co sultán Mehmed VI. nedokázal najít důvod aby zastával svou funkci, vláda rezignovala. Ahmet Tevfik Paša rezignoval 4. listopadu 1922.

## Pozdější život a smrt
Po vyhlášení Práva příjmení roku 1934 přijal příjmení Okday. Zemřel 8. října 1936 a pohřben byl na hřbitově mučedníků Edirnekapı v Istanbulu.
Biografii Ahmeta Tevfika Paši sepsal jeho vnuk Şefik Meetu Okday a byla publikována roku 1986 pod názvem Büyükbabam Son Sadrazam Ahmet Tevfik Paşa (Můj dědeček, poslední velkovezír Ahmet Tevfik Paša).